# Copa del Rey 1977/78
Die Copa del Rey 1977/78 war die 74. Austragung des spanischen Fußballpokals.
Der Wettbewerb startete am 7. September 1977 und endete mit dem Finale am 19. April 1978 im Estadio Santiago Bernabéu in Madrid. Titelverteidiger des Pokalwettbewerbes war Betis Sevilla. Den Titel gewann der FC Barcelona durch einen 3:1-Erfolg im Finale gegen UD Las Palmas. Damit qualifizierten sich die Katalanen für den Europapokal der Pokalsieger 1978/79.

## Erste Runde
Die Hinspiele wurden am 7., 13., 14., 15., 20., 21. und 22. September, die Rückspiele am 20., 22., 27., 28. und 29. September sowie am 4., 5. und 19. Oktober 1977 ausgetragen.
|                            | Gesamt        |                           | Hinspiel | Rückspiel |
| -------------------------- | ------------- | ------------------------- | -------- | --------- |
| UD Montijo                 | 1:9           | Rayo Vallecano            | 1:4      | 0:5       |
| CD Getxo                   | 2:3           | FC Sevilla                | 2:0      | 0:3       |
| CD Atlético Baleares       | 2:1           | UD Salamanca              | 1:1      | 1:0       |
| CD Pegaso                  | 2:4           | FC Cádiz                  | 2:2      | 0:2       |
| CD Moncada                 | 2:3           | FC Algeciras              | 1:0      | 1:3       |
| CD Valdepeñas              | 0:10          | Real Madrid               | 0:7      | 0:3       |
| Vinaroz CF                 | 4:7           | Sporting Gijón            | 3:2      | 1:5       |
| CD Ourense                 | 0:3           | Racing Santander          | 0:2      | 0:1       |
| Hércules Alicante          | 7:2           | UD Alzira                 | 6:0      | 1:2       |
| CD Gijón                   | 1:7           | FC Elche                  | 0:2      | 1:5       |
| FC Villarreal              | 0:3           | RCD Español               | 0:1      | 0:2       |
| Albacete Balompié          | 0:3           | FC Burgos                 | 0:1      | 0:2       |
| Real Sociedad              | 5:2           | CD Acero                  | 5:1      | 0:1       |
| CD Getafe                  | 4:0           | Crevillente CF            | 2:0      | 2:0       |
| Castilla CF                | 1:0           | RCD Mallorca              | 1:0      | 0:0       |
| CD Leganés                 | 6:2           | Vélez CF                  | 4:0      | 2:2       |
| CD Carabanchel             | 4:2           | Jerez Industrial          | 3:1      | 1:1       |
| UD Poblense                | 0:2           | CD Ciempozuelos           | 0:1      | 0:1       |
| CF Gandía                  | 0:4           | CD Guadalajara            | 0:1      | 0:3       |
| AD Alcorcón                | 1:5           | Calvo Sotelo CF           | 0:0      | 1:5       |
| FC Barcelona Atlètic       | 3:4           | FC Granada                | 2:1      | 1:3       |
| RSD Alcalá                 | 2:0           | FC Barakaldo              | 2:0      | 0:0       |
| CD Toledo                  | 3:3 5:3 i. E. | AD Arganda                | 3:1      | 0:2       |
| CD Masnou                  | 5:6           | AD Torrejón               | 5:2      | 0:4       |
| CD Logroñés                | 1:5           | CD Castellón              | 1:3      | 0:2       |
| Sestao SC                  | 0:1           | CD Teneriffa              | 0:0      | 0:1       |
| FC Pontevedra              | 3:5           | Real Oviedo               | 1:3      | 2:2       |
| CD Olímpic                 | 1:2           | Real Murcia               | 0:1      | 1:1       |
| Deportivo Alavés           | 4:1           | FC Andorra                | 2:0      | 2:1       |
| Real Valladolid            | 3:1           | FC Palencia               | 2:0      | 1:1       |
| Real Saragossa             | 7:3           | UD Las Palmas Atlético    | 3:0      | 4:3       |
| CA Osasuna                 | 3:0           | FC Extremadura            | 3:0      | 0:0       |
| Real Jaén                  | 6:3           | Úbeda CF                  | 3:1      | 3:2       |
| CD Málaga                  | 5:1           | CF Sporting Mahonés       | 2:0      | 3:1       |
| CE Sabadell                | 3:0           | Gran Peña Celtista        | 2:0      | 1:0       |
| Bilbao Athletic            | 5:0           | CD Venta de Baños         | 4:0      | 1:0       |
| Racing de Ferrol           | 4:2           | CD Villena                | 3:1      | 1:1       |
| CD Eldense                 | 6:4           | CD Don Benito             | 5:1      | 1:3       |
| SD Gimnástica Arandina     | 2:5           | Real Unión                | 2:1      | 0:4       |
| Ontinyent CF               | 5:0           | Caudal Deportivo          | 4:0      | 1:0       |
| Sevilla Atlético           | 5:3           | Paterna CF                | 2:2      | 3:1       |
| Noya SD                    | 1:3           | SD Huesca                 | 1:0      | 0:3       |
| Valmaseda FC               | 1:10          | Levante UD                | 1:3      | 0:7       |
| AgD Ceuta                  | 4:3           | CD Calahorra              | 4:0      | 1:0       |
| CF Gavà                    | [ 1 ]         | Atlético Ceuta            |          |           |
| RC Portuense               | 0:3           | CD Tudelano               | 0:1      | 0:2       |
| Deportivo Xerez            | 5:2           | CE Constància             | 4:1      | 1:1       |
| UP Langreo                 | 4:0           | Gimnástico Melilla CF     | 3:0      | 1:0       |
| Santoña CF                 | 2:5           | UE Lleida                 | 1:1      | 1:4       |
| Linares CF                 | 7:3           | CD Manchego               | 5:1      | 2:2       |
| CD Baskonia                | 1:3           | UE Sant Andreu            | 1:0      | 0:3       |
| AD Almería                 | 2:3           | CD San Fernando           | 2:1      | 0:2       |
| SD Portmany                | 1:4           | FC Girona                 | 1:0      | 0:4       |
| Cultural Leonesa           | 4:2           | Real Avilés               | 2:1      | 2:1       |
| CD Badajoz                 | 3:1           | UD Gijón Industrial       | 3:0      | 0:1       |
| SD Ponferradina            | 4:6           | CD Alcoyano               | 2:0      | 2:6       |
| CD Plasencia               | 3:2           | CD Naval                  | 3:0      | 0:2       |
| CF Reus Deportiu           | 2:0           | Puerto Real CF            | 1:0      | 1:0       |
| CD Salmantino              | 2:3           | CD Rayo Cantabria         | 1:0      | 1:3       |
| CD Lugo                    | 2:3           | Gimnástica de Torrelavega | 2:1      | 0:2       |
| UD Porreras                | 4:5           | UD Español                | 2:1      | 2:4       |
| CD Estepona                | 1:2           | Arousa SC                 | 1:0      | 0:2       |
| Fabril Deportivo La Coruña | 2:1           | CP Cacereño               | 1:0      | 1:1       |
| CD Mestalla                | 2:0           | Yeclano CF                | 2:0      | 0:0       |
| Mérida Industrial CF       | 1:2           | Gimnàstic de Tarragona    | 0:0      | 1:2       |
| CD Motril                  | 1:3           | AP Almansa                | 1:1      | 0:2       |
| SD Huesca B                | 1:4           | CD Peña Sport             | 1:3      | 0:1       |
| FC Terrassa                | 5:6           | CD Mirandés               | 4:0      | 1:6       |
| CD La Cava                 | 4:1           | CD Díter Zafra            | 2:0      | 2:1       |
| UE Figueres                | 11:4          | Arenas Club               | 7:2      | 4:2       |
| CD Malgrat                 | 1:1 4:3 i. E. | SCF Celanova              | 0:0      | 1:1       |
| Orihuela Deportivo CF      | 3:1           | UD Vich                   | 2:1      | 1:0       |
| CD Europa                  | 4:2           | FC Badalona               | 2:1      | 2:1       |
| FC Cartagena               | 3:2           | SD Gernika Club           | 2:0      | 1:2       |
| CD Júpiter                 | 5:6           | CD Colonia Moscardó       | 3:2      | 2:4       |
| CD Margaritense            | 5:6           | CA Marbella               | 0:0      | 0:6       |
| Real Linense               | 1:0           | SD Ibiza                  | 1:0      | 0:0       |
| CE l’Hospitalet            | 3:3 3:5 i. E. | CD Sariñena               | 2:0      | 1:3       |
| SD Compostela              | 1:4           | FC Córdoba                | 0:1      | 1:3       |
| Burgos Promesas CF         | 0:10          | FC Valencia               | 0:3      | 0:7       |
| Toscal CF                  | 3:4           | Recreativo Huelva         | 3:1      | 0:3       |
| CA Monzón                  | 1:3           | Celta Vigo                | 1:0      | 0:3       |
| CD Talavera                | 1:0           | Zamora CF                 | 1:0      | 0:0       |
| Deportivo La Coruña        | 3:2           | CD Ensidesa               | 1:0      | 2:2       |

- Real Valladolid Promesas erhielt ein Freilos.

1. ↑  Atlético Ceuta verzichtete auf die Teilnahme am Wettbewerb.

## Zweite Runde
Die Hinspiele wurden am 19. und 25. Oktober sowie am 1., 2., 3., 9. und 16. November, die Rückspiele am 1., 9., 15., 16., 17. und 24. November 1977 ausgetragen.
|                            | Gesamt        |                           | Hinspiel | Rückspiel |
| -------------------------- | ------------- | ------------------------- | -------- | --------- |
| Real Valladolid Promesas   | 1:3           | FC Elche                  | 0:2      | 1:1       |
| CD Peña Sport              | 0:4           | Real Valladolid           | 0:2      | 0:2       |
| FC Algeciras               | 2:10          | Real Madrid               | 0:6      | 2:4       |
| Castilla CF                | 5:5 3:4 i. E. | CE Sabadell               | 4:3      | 1:2       |
| CD Leganés                 | 1:5           | CD Eldense                | 1:2      | 0:3       |
| CD Ciempozuelos            | 3:2           | UE Lleida                 | 2:1      | 1:1       |
| RSD Alcalá                 | 1:10          | FC Valencia               | 1:3      | 0:7       |
| FC Burgos                  | 4:1           | SD Huesca                 | 2:0      | 2:1       |
| Atlético Ceuta             | 1:6           | RCD Español               | 1:1      | 0:5       |
| CD Atlético Baleares       | 2:3           | FC Cádiz                  | 1:0      | 1:3       |
| CD Tudelano                | 3:6           | Sporting Gijón            | 2:1      | 1:5       |
| UE Figueres                | 3:4           | Racing Santander          | 1:2      | 2:2       |
| CD Carabanchel             | 5:2           | Calvo Sotelo CF           | 4:1      | 1:1       |
| AP Almansa                 | 1:4           | Rayo Vallecano            | 0:2      | 1:2       |
| CA Osasuna                 | 4:1           | CD Guadalajara            | 2:0      | 2:1       |
| Deportivo La Coruña        | 5:1           | CD Plasencia              | 3:0      | 2:1       |
| CD Europa                  | 3:8           | CD Málaga                 | 3:3      | 0:5       |
| Real Jaén                  | 1:4           | Real Unión                | 1:1      | 0:3       |
| Ontinyent CF               | 1:0           | AD Torrejón               | 1:0      | 0:0       |
| FC Girona                  | 5:1           | CD Alcoyano               | 3:0      | 2:1       |
| CD Mestalla                | 4:2           | Sevilla Atlético          | 3:0      | 1:2       |
| UD Español                 | 0:1           | CD Mirandés               | 0:0      | 0:1       |
| CD Toledo                  | 3:3 4:3 i. E. | CD Badajoz                | 2:0      | 1:3       |
| CD Talavera                | 2:0           | Arousa SC                 | 2:0      | 0:0       |
| CD Sariñena                | 1:5           | CD Rayo Cantabria         | 0:2      | 1:3       |
| CD San Fernando            | 5:1           | Gimnàstic de Tarragona    | 4:1      | 1:0       |
| FC Sevilla                 | 4:1           | UE Sant Andreu            | 2:0      | 2:1       |
| Orihuela Deportivo CF      | 0:3           | Deportivo Alavés          | 0:1      | 0:2       |
| Real Oviedo                | 4:1           | Cultural Leonesa          | 2:0      | 2:1       |
| UP Langreo                 | 1:3           | FC Granada                | 1:0      | 0:3       |
| Racing de Ferrol           | 3:5           | Real Murcia               | 2:0      | 1:5       |
| Levante UD                 | 9:2           | CD Colonia Moscardó       | 5:0      | 4:2       |
| Real Sociedad              | 3:3 8:7 i. E. | Deportivo Xerez           | 1:1      | 2:2       |
| CA Marbella                | 4:3           | Gimnástica de Torrelavega | 4:1      | 0:2       |
| FC Córdoba                 | 3:1           | Bilbao Athletic           | 1:0      | 2:1       |
| Recreativo Huelva          | 4:2           | Real Linense              | 2:0      | 2:2       |
| CF Reus Deportiu           | 0:5           | Real Saragossa            | 0:0      | 0:5       |
| Celta Vigo                 | 2:1           | FC Cartagena              | 2:0      | 0:1       |
| CD Teneriffa               | 2:1           | CD Malgrat                | 2:0      | 0:1       |
| CD La Cava                 | 2:5           | Linares CF                | 1:3      | 1:2       |
| CF Gavà                    | 2:3           | CD Castellón              | 1:1      | 1:2       |
| Fabril Deportivo La Coruña | 0:7           | Hércules Alicante         | 0:3      | 0:4       |

- CD Getafe erhielt ein Freilos.

## Dritte Runde
Die Hinspiele wurden am 13., 14. und 15. Dezember, die Rückspiele am 21., 22., 27. und 28. Dezember 1977 ausgetragen.
|                     | Gesamt        |                   | Hinspiel | Rückspiel |
| ------------------- | ------------- | ----------------- | -------- | --------- |
| FC Burgos           | 9:3           | CD Talavera       | 6:0      | 3:3       |
| CD Castellón        | 3:6           | CD Mestalla       | 2:1      | 1:5       |
| Celta Vigo          | 2:3           | Deportivo Alavés  | 2:2      | 0:1       |
| CD Ciempozuelos     | 1:2           | CE Sabadell       | 1:2      | 0:0       |
| FC Córdoba          | 8:1           | CD Rayo Cantabria | 4:0      | 4:1       |
| Deportivo La Coruña | 1:1 5:3 i. E. | RCD Español       | 1:1      | 0:0       |
| CD Eldense          | 2:3           | CD Teneriffa      | 1:0      | 1:3       |
| CD Getafe           | 2:1           | CD Carabanchel    | 1:1      | 1:0       |
| Sporting Gijón      | 5:2           | Real Valladolid   | 4:1      | 1:1       |
| Hércules Alicante   | 9:2           | FC Girona         | 8:0      | 1:2       |
| Levante UD          | 2:3           | Real Murcia       | 1:0      | 1:3       |
| Linares CF          | 1:4           | FC Cádiz          | 1:2      | 0:2       |
| CA Marbella         | 1:6           | Real Saragossa    | 1:2      | 0:4       |
| CD Málaga           | 2:5           | UD Las Palmas     | 1:1      | 1:4       |
| CA Osasuna          | 0:1           | CD San Fernando   | 0:0      | 0:1       |
| Ontinyent CF        | 1:8           | Real Oviedo       | 0:1      | 1:7       |
| Rayo Vallecano      | 1:3           | Recreativo Huelva | 0:0      | 1:3       |
| Racing Santander    | 1:5           | Real Madrid       | 0:0      | 1:5       |
| FC Sevilla          | 3:1           | FC Elche          | 1:0      | 2:1       |
| CD Toledo           | 1:9           | Real Sociedad     | 1:3      | 0:6       |
| Real Unión          | 2:5           | FC Granada        | 1:0      | 1:5       |
| FC Valencia         | 6:2           | CD Mirandés       | 2:0      | 4:2       |

## Vierte Runde
Die Hinspiele wurden am 4. Januar, die Rückspiele am 11. Januar 1978 ausgetragen.
|                   | Gesamt        |                   | Hinspiel | Rückspiel |
| ----------------- | ------------- | ----------------- | -------- | --------- |
| Deportivo Alavés  | 3:2           | Real Oviedo       | 2:0      | 1:2       |
| FC Cádiz          | 2:0           | FC Córdoba        | 2:0      | 0:0       |
| CD Getafe         | 4:4 6:5 i. E. | CE Sabadell       | 3:1      | 1:3       |
| Sporting Gijón    | 2:1           | Hércules Alicante | 1:0      | 1:1       |
| FC Granada        | 1:2           | FC Sevilla        | 1:2      | 0:0       |
| Recreativo Huelva | 3:4           | FC Burgos         | 3:2      | 0:2       |
| UD Las Palmas     | 1:0           | RCD Español       | 1:0      | 0:0       |
| CD Mestalla       | 3:4           | CD Teneriffa      | 1:2      | 2:2       |
| Real Murcia       | 3:4           | Real Saragossa    | 2:0      | 1:4       |
| CD San Fernando   | 2:4           | FC Valencia       | 1:0      | 1:4       |

- Freilose: Real Madrid und Real Sociedad.

## Achtelfinale
Die Hinspiele wurden am 18. und 25. Januar sowie am 1. Februar, die Rückspiele am 8. Februar 1978 ausgetragen.
|                  | Gesamt        |                 | Hinspiel | Rückspiel |
| ---------------- | ------------- | --------------- | -------- | --------- |
| Deportivo Alavés | 3:2           | Real Saragossa  | 2:0      | 1:2       |
| Atlético Madrid  | 5:5 5:4 i. E. | Athletic Bilbao | 1:2      | 4:3       |
| FC Burgos        | 5:7           | Betis Sevilla   | 3:2      | 2:5       |
| FC Cádiz         | 1:3           | UD Las Palmas   | 1:0      | 0:3       |
| CD Getafe        | 3:11          | FC Barcelona    | 3:3      | 0:8       |
| Real Sociedad    | 3:2           | Real Madrid     | 2:0      | 1:2       |
| FC Sevilla       | 1:4           | Sporting Gijón  | 0:1      | 1:3       |
| FC Valencia      | 3:0           | CD Teneriffa    | 3:0      | 0:0       |

## Viertelfinale
Die Hinspiele wurden am 15. Februar, die Rückspiele am 22. Februar 1978 ausgetragen.
|                  | Gesamt |                | Hinspiel | Rückspiel |
| ---------------- | ------ | -------------- | -------- | --------- |
| Deportivo Alavés | 1:2    | FC Barcelona   | 1:0      | 0:2       |
| Atlético Madrid  | 3:4    | UD Las Palmas  | 3:2      | 0:2       |
| Betis Sevilla    | 3:4    | Sporting Gijón | 3:1      | 0:3       |
| FC Valencia      | 2:5    | Real Sociedad  | 1:1      | 1:4       |

## Halbfinale
Die Hinspiele wurden am 8. März, die Rückspiele am 22. März 1978 ausgetragen.
|               | Gesamt |                | Hinspiel | Rückspiel |
| ------------- | ------ | -------------- | -------- | --------- |
| Real Sociedad | 1:2    | FC Barcelona   | 0:0      | 1:2       |
| UD Las Palmas | 5:3    | Sporting Gijón | 3:0      | 2:3       |

## Finale
| FC Barcelona                                         | FC Barcelona | UD Las Palmas | UD Las Palmas |
| ---------------------------------------------------- | --- | --- | ------------- |
| FC Barcelona                                         | \| 19. April 1978 in Madrid (Estadio Santiago Bernabéu) \| \| Ergebnis: 3:1 (3:1) \| \| Zuschauer: 60.000 \| \| Schiedsrichter: Ángel Franco Martínez \| | \| 19. April 1978 in Madrid (Estadio Santiago Bernabéu) \| \| Ergebnis: 3:1 (3:1) \| \| Zuschauer: 60.000 \| \| Schiedsrichter: Ángel Franco Martínez \|                                                                           | UD Las Palmas |
| FC Barcelona                                         | Pedro Mora – Antonio Olmo (53. Tente Sánchez), Migueli, Johan Neeskens (39. José Cirilo Macizo), Antonio de la Cruz – Rafael Zuviría, Carles Rexach, Juan Manuel Asensi – Esteban Vigo, Johan Cruyff , Francisco Fortes Cheftrainer: Rinus Michels ( Niederlande) | Daniel Carnevali – Gerardo Miranda, Felipe Martín, Roque Díaz, Guillermo Hernández – Félix Marrero (63. José Ángel Rivero), Miguel Ángel Brindisi, Jorge Fernández – Crispín Maciel, Carlos Morete, Noly Cheftrainer: Miguel Muñoz | UD Las Palmas |
| FC Barcelona                                         | 1:0 Carles Rexach (9., Elfm.) 2:0 Juan Manuel Asensi (14.) 3:1 Carles Rexach (27.) | 2:1 Miguel Ángel Brindisi (20.) | UD Las Palmas |
| FC Barcelona                                         | Johan Neeskens (29.), José Cirilo Macizo (41.) | Noly (37.), Jorge Fernández (38.), Félix Marrero (55.) | UD Las Palmas |
| 19. April 1978 in Madrid (Estadio Santiago Bernabéu) | | |               |
| Ergebnis: 3:1 (3:1)                                  | | |               |
| Zuschauer: 60.000                                    | | |               |
| Schiedsrichter: Ángel Franco Martínez                | | |               |